# South Luffenham
South Luffenham is een civil parish in het bestuurlijke gebied Rutland, in het Engelse graafschap Rutland met 455 inwoners.

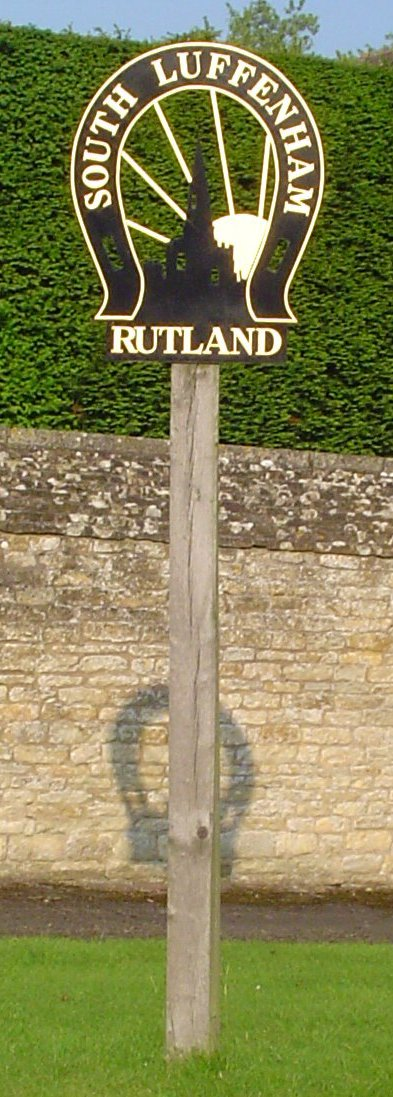
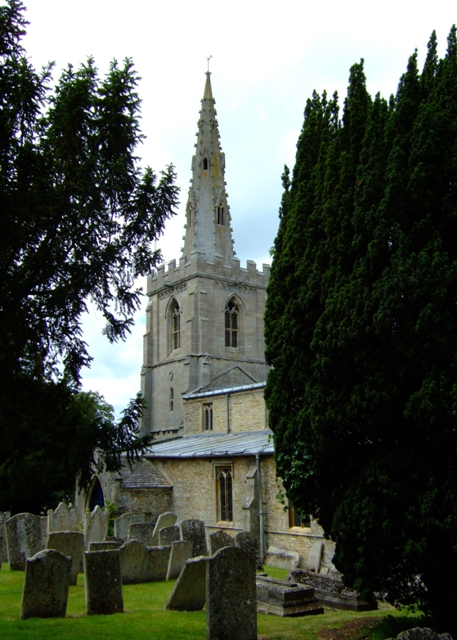
St Mary the Virgin